# Björn Thunström
Björn Thunström, född 23 juni 1904 på Mänttäbruk i Finland, död 2 maj 1973 i Malmö, var en finländsk-svensk målare och tecknare. 
Han var son till ingenjören Sölve Thunström och Hermine Staudacher von Meerstein och gift första gången med Margit Svensson och andra gången från 1955 med Mirjan Maria Tavaststjerna. Thunström studerade vid Universitetets ritskola i Helsingfors 1927–1929 och vid Académie de la Grande Chaumière under upprepade studieuppehåll i Paris under 1920- och 1930-talen. Han har dessutom studerar något år vid Tekniska högskolan i Helsingfors och under studieresor till bland annat Spanien och England. Separat ställde han bland annat ut på Gummesons konsthall i Stockholm 1937 han har dessutom ställt ut separat i bland annat Stuttgart och ett flertal gånger i Helsingfors. Han medverkade i det Finländska Konstnärsgillets utställningar i Helsingfors 1932–1935 samt i internationella utställningar i Oslo, Antwerpen, Berlin och Moskva. Bland hans offentliga arbeten märks al seccomålningen Kristi himmelsfärd i Norrmaks kyrka i Finland. Thunström var sedan 1936 periodvis bosatt i Sverige och var då verksam som tidningstecknare för bland annat Sydsvenska Dagbladet och Skånska Dagbladet. Hans konst består huvudsakligen av landskapsskildringar i en expressionistisk och impressionistisk stil.